# 袁福
袁福（？年—？年），廣漢郡德陽縣（今四川省遂寧縣）人。二十歲時嫁給王上，與王上有兩個孩子，公婆去世後，王上因喪親之痛過於難過而去世，叔父與父母想讓她改嫁給張奉，因逼迫太急，袁福計畫想殺張奉，但擔心這樣一來會禍及父母、叔父和孩子們，必會引來仇恨，於是袁福自殺。